# Love, in Itself
Love, in Itself ist ein Lied von Depeche Mode. Es erschien im September 1983 als zweite Single aus dem Album Construction Time Again.

## Entstehung
Der Synthpop-Song mit prominent platzierten Fanfarenklängen sowie einigen Akustikgitarreneinsätzen wurde von Martin Gore geschrieben und von der Band mit Daniel Miller sowie Gareth Jones produziert. Die Aufnahmen fanden in den Studios The Garden und Aosis Studios (B-Seite) statt, abgemischt wurde im Hansa Mischraum.

## Veröffentlichung und Rezeption
Love, in Itself erschien im September 1983. Der Song erreichte Platz 21 in Großbritannien. Auch in Deutschland konnte sich die Single auf Chartrang 28 platzieren. Die B-Seite war Fools, das von Alan Wilder geschrieben wurde. Die 7″-Version war auch als Love, In Itself • 2 betitelt. Auf der 12″-Maxi befinden sich Love, In Itself • 3, der Extended 12-Zoll-Mix sowie Love, In Itself • 4, eine Lounge-inspirierte Version, bei der das Piano in den Vordergrund gerückt ist.

## Musikvideo
Regisseur des Musikvideos war Clive Richardson. Es zeigt die Band in einer Höhle – in der sie unter anderem mit Fanfaren und Akustikgitarre den Song darbietet –, wie auch Bilder aus dem Inneren eines Stahlwerks sowie eines fahrenden Zuges beziehungsweise von Bahngleisen aus einem fahrenden Zug.